# 三菱・スタリオン
スタリオン (Starion) は、三菱自動車工業がかつて販売していたクーペ型の乗用車である。

## 概要
ギャランΛと同様にギャランΣ／エテルナΣのプラットフォームを流用しており、縦置きエンジンによる後輪駆動を採用する。コルディアに引き続き、発売当初のカタログやポスターには長岡秀星によるイラストレーションが多用され、長岡による馬頭をあしらったスタリオンマークがデザインされた。
角張ったボディデザインは北米市場を意識したものであるが、ランサーセレステを開発した二村正孝によると、「セレステの後継車として計画されていた『セレステII』のプロトデザインがスタリオンのデザインに直接的な影響を与えた」とされている。「セレステII」のプロトデザインはノッチバックであり、後に自動車雑誌のインタビューに登場した当時の三菱の技術者達も、ギャランΛ／エテルナΛと同じノッチバックデザインのスタリオンを登場させたい意向があったと語っているが、実際に市場に投入されたのはハッチバックのみであった。チーフデザイナーを務めた青木秀敏によると、セレステの後継として開発されていた段階ではランサーEXがベースのセクレタリーカーとして開発が進められていたが、提携先のクライスラーからの意向により車格を上げる事が決まったため、2代目ギャランΣをベースに開発することになったという。デザイン段階ではハードトップにすることも検討されたが、最終的にプレスドアが採用された。テールランプはデロリアンのように溝の部分を黒く塗る処理が検討されたが、コスト面や当時の日本の保安基準の関係で見送られている。
後に、日本車の市販車で初の空冷式インタークーラーターボを装備するモデル、可変バルブ機構式3バルブエンジン+インタークーラーターボのG63BシリウスDASH3×2エンジンを積んだ2000GSR-V、3ナンバーサイズとなるブリスターフェンダーを採用した2000GSR-VR、そのボディにギャランΛ／エテルナΛや初代デボネアに搭載されていたサイレントシャフト付き2.6L のG54B型にインタークーラーターボを装着した2バルブエンジン（シリウスDASH3×2ではない）を積む2600GSR-VRが加わった。
アメリカ市場を意識していたため、低 - 中回転域を重視したトルク重視のエンジンセッティングとなっているのが特徴で、2.6 Lエンジンの最高出力は175psであったが、最大トルクは32.0 kg-mを発揮していた。クライスラーにもOEM供給され、ダッジとプリムスからコンクエスト (Conquest) の名称で販売されていた。
競合車種はポルシェ・924ターボが想定され、発売当初、自動車専門誌にサーキットでの924ターボとの比較テストの模様を掲載する広報活動も行われた。ステアリングは当時としては保守的な機構であったボール・ナット（リサーキュレーティング・ボール）方式のパワーステアリングが採用され、欧米の自動車メディアはターボエンジンの高出力とボール・ナットながらもクイックなギアレシオのステアリングを評価した反面、ボール・ナット特有のステアリングフィールの鈍さを辛辣に評価する向きも目立った。

## 車名
車名の"Starion"は英語の"Star（星）"とギリシア語の"Arion（アレイオーン）"のかばん語で、キャッチコピーもそれにちなんだ「ヘラクレスの愛馬、アリオンが今、星になって帰ってきた」であった。なお、主要市場であるアメリカではスタリオンの名が英語で「種馬(Stallion)」を意味することから現場で混乱があったとされる。

## 歴史（1982年-1990年）A182/183/187A型
- 1982年5月 - 発売[2]。当初のグレードはGX、GSR-I、GSR-II、GSR-III、GSR-Xの5種類[8]。エンジンの仕様としてはG63B型のECIターボモデル、および同キャブレター式自然吸気モデルの2種がラインナップされた[9]。サスペンションの形式としてはΣの後輪車軸をそのまま使用した車軸懸架の車体と、後輪にストラット式サスペンションを使用した独立懸架の車体が並存した。
- 1983年7月 - グロス値で175 psを発生するインタークーラー装着車を追加（「GSR-II」と「GSR-III」のMT車）。GXは廃止。同年12月公開の映画「キャノンボール2」にてジャッキー・チェンとリチャード・キール組のマシンとして起用された。
- 1984年6月 - シリウスDASH3×2（グロス200 ps）を積んだ「GSR-V」を追加。「GSR-I」「GSR-X」を廃止。
- 1985年9月 - マイナーチェンジ。フロントバンパー下の大型エアダム＆三分割リアスポイラーを装備。ボンネットエアスクープの廃止。シート形状＆生地の変更等。
- 1987年2月 - 「サイクロンDash3x2」（シリウスDASH3×2から改名）にワイドフェンダーを組み合わせた特別限定車「GSR-VR」を発売。（50台限定モデルだが実際に販売されたのは73台）
- 1988年4月 - 上記「GSR-VR」のワイドボディに2.6 Lエンジンを搭載した「2.6 GSR-VR」のモノグレードに整理。
- 1989年4月 - テレビ朝日のドラマ・「ゴリラ・警視庁捜査第8班」（石原プロモーション制作）にて、ガルウィングドアに改造されたスタリオンが使われ、後に5台限定販売された。
- 1989年 - 北米への輸出が終了。後継車はエクリプス。
- 1990年2月 - 販売終了。後継車は同年10月に発売のGTO。

## グレード一覧
- X - （1982年、A182A、2.0 L NA、4リンクリジットサス）- 車軸懸架グレードの廉価版として計画されたもの。試作のみで市販はされていない幻のモデル。
- GX - （1982年5月-1983年7月、A182A、2.0 L NA、4リンクリジットサス）- ごく短期間のみの製造。燃料装置はキャブレターのためボンネットは1985年以降のターボ車と同じくフラットタイプである。現存数は極めて少ない。
- GSR-I - （1982年5月-1984年6月、A183A、2.0 L ターボ、4輪独立懸架）- ターボグレードの中での廉価版。TC-05タービン、ECI電子制御燃料噴射を装備。パワーステアリングなし。
- GSR-II - （1982年5月-1988年4月、A183A、2.0 L ターボ、4輪独立懸架）- ベースモデル。パワーステアリング、パワーウインドウを装備。84年式から国産車で初めて空冷式インタークーラーを装備した。
- GSR-III - （1982年5月-1988年4月、A183A、2.0 L ターボ、4輪独立懸架）- 改良されたオーディオシステム、デジタルメーター、オートエアコンを装備。84年式からインタークーラーを装備した。
- GSR-X - （1982年5月-1984年6月、A183A、2.0 L ターボ、4輪独立懸架）- レザーシート、クルーズコントロール、ベルナス（ドライブコンピュータ）を装備した豪華仕様。
- GSR-V - （1984年6月-1988年4月、A183A、2.0 L シリウスDASH3×2ターボ、4輪独立懸架）- シリウスDASH3×2エンジンを搭載。
- GSR-VR - （1987年2月、A184A、2.0 L シリウスDASH3×2ターボ、ワイドボディ、50台限定販売、実際は73台の生産）- 1986年より輸出向けに製造されていたワイドボディにシリウスDASHエンジンを搭載。タイヤは前後215/60R15を装着。装着されたメッシュホイールはエンケイ製で、前6.5J オフセット+18 後7J オフセット0[注釈 1]。
- GSR-VR - （1988年4月-1990年2月、A187A、2.6 Lターボ、ワイドボディ）- 2.6 Lエンジンと1速にダブルコーンシンクロを採用した改良型KM132トランスミッションを搭載。ATはOD付4ATのJM600ミッションを搭載。ステアリングコントローラ付きオーディオ、クルーズコントロール、最終減速比が変更されたデフと機械式LSD、オートエアコンを標準装備。オプションにレザーシート及び8段可変式ショックアブソーバー。タイヤは前205/55R16、後225/50R16を装備、国内初の50タイヤ標準装着車となった。

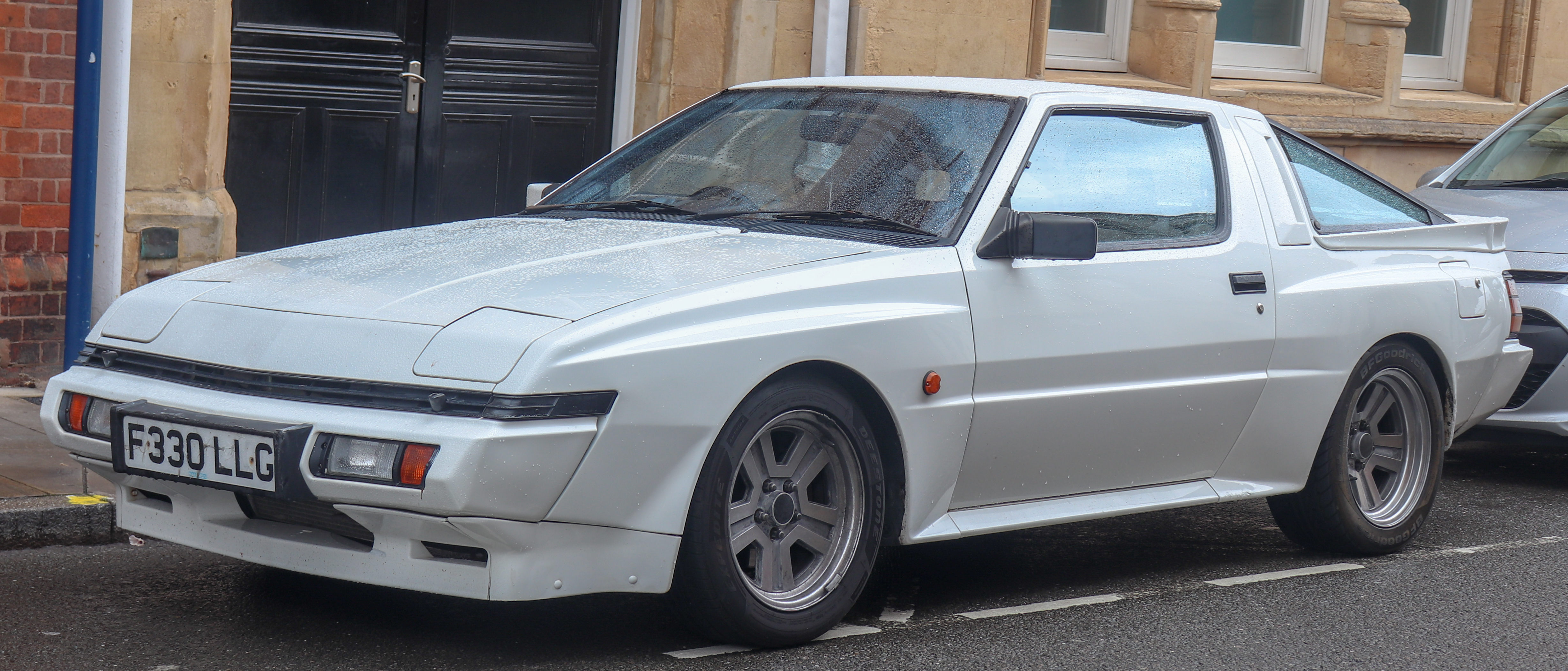
ワイドボディ仕様、フロント
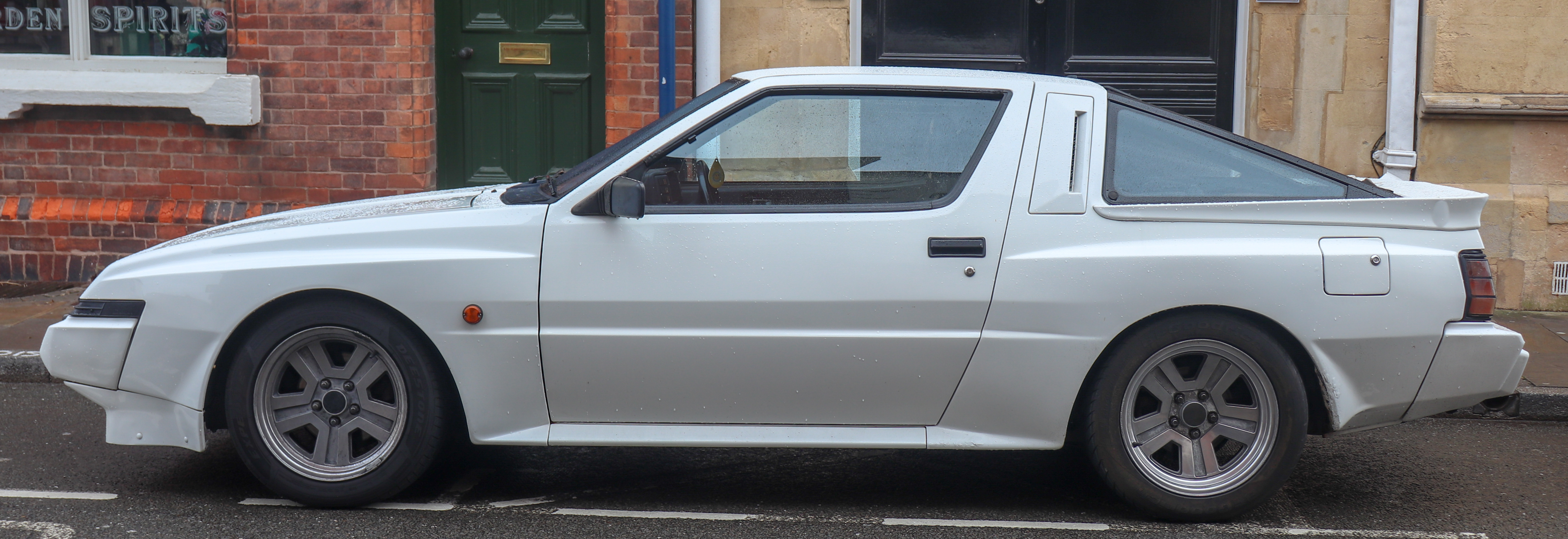
ワイドボディ仕様、サイド
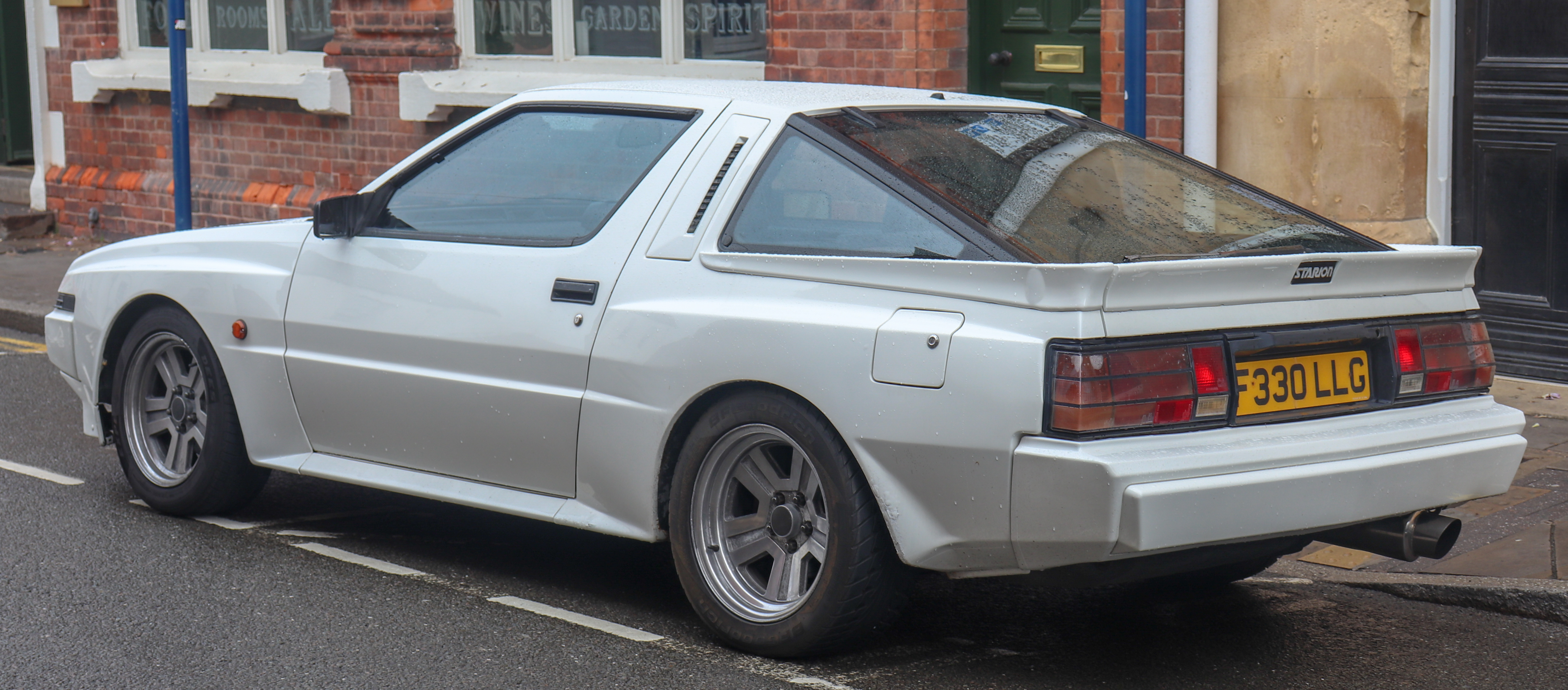
ワイドボディ仕様、リア
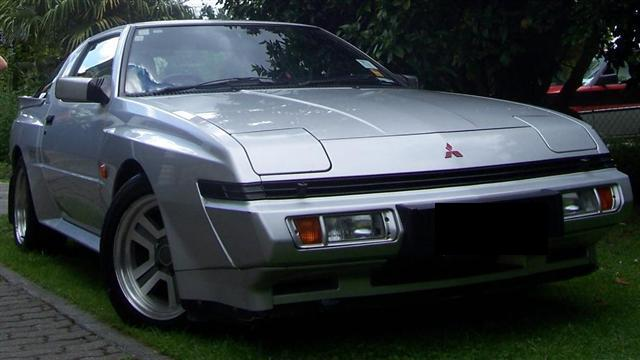
ワイドボディ仕様、GSR-VR

## 輸出モデル

### 北米
1983年から1989年まで輸出が行われた。当初はナローボディにG54Bターボエンジンを搭載したLS/ES/ESI/LEが販売され、1986年からは国内の1988年式GSR-VRに相当するG54Bターボエンジン、ワイドボディのESI-Rが追加された。国内仕様とはシートベルトの仕様が異なり電動式のオートシートベルトとなっている他、テールランプもウインカーと連動する赤一色のものが装備されている。最上級グレードのESI-Rには特別仕様として、国内仕様ではオプションであった8段可変ショックに加え、ホイールも国内仕様と同デザインながらも前後1サイズずつ拡幅された物を標準装備した「ESI-R スポーツハンドリングパッケージ (SHP)」が存在した。
クライスラーにOEM供給された車体は、1984年 - 1986年まではダッジ/プリムス・コンクエスト、1987年以降はクライスラー・コンクエストとして販売され、グレードはワイドボディのTSiと、ナローボディ・インタークーラーなしの廉価グレードTechnicaが存在した。

### ヨーロッパ
主にG63Bエンジン搭載モデルで展開され、ボディスタイルはナローボディであった。標準モデルのスタリオンターボの他に、GSR-Xに似たラグジュアリーバージョンのEX、インタークーラー搭載のハイエンドモデルのEX2というグレードが存在したが、いずれも国内仕様のTC05-12Aタービンよりも大型化されたTC06-11Aを装備している事が特徴である。ヨーロッパ仕様は旧EC圏のヘッドライト常時点灯規則に対応するため、国内仕様では35Wであったフォグランプが、65Wのドライビングランプに変更されている他、テールランプにはリアフォグランプも内蔵されていた。
イギリスでは1987年からG54B/TC05-12Aのワイドボディ車が販売された。当初のモデルは有鉛ガソリン、触媒なしとして販売されていたが、最終的には改正されたイギリスの国内法制に従い、無鉛ガソリン化と三元触媒装備となり、155 psという出力に落ち着いている。

### オーストラリア
オーストラリアでヨーロッパ仕様に準じたナローボディ右ハンドル車が販売された。エンジンは2.0 LのG63B（豪州では4G63と表記）で、組み合わされるターボチャージャーは1982年から1985年まではTC06-11A、1985年から1987年まではTC05-12Aという構成であった。

### 備考
国内仕様のスピードメーターは180 km/hメーターであったが、北米およびヨーロッパ仕様では一般輸出仕様260 km/hメーター、ヨーロッパ仕様240 km/hメーター、1988年製英国仕様160MPHメーター、米国/英国仕様150MPHメーター、1982年製米国仕様85MPHメーターが採用されている。
スタリオンは特にアメリカにおいて人気があり、StarionとConquestを掛け合わせた造語である「StarQuest」という別名が付いている他、現在でも2.6 L車向けの豊富なアフターパーツが販売され続けている。

## モータースポーツでの活躍

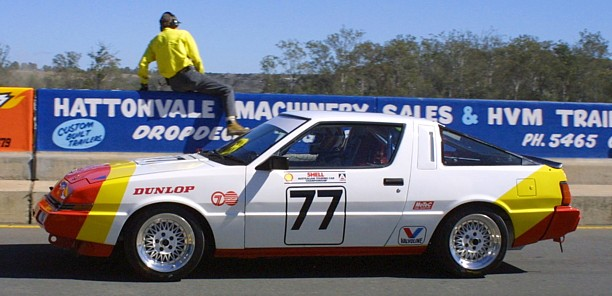
1980年代末から1990年代中盤まで豪州ツーリングカー選手権 (ATCC) で活躍したA.Taylor/K.Kennedy組のナローボディスタリオン

1980年代のモータースポーツでは三菱を代表するレーシングベース車両として、国際格式の幾つものカテゴリーに参戦していた。特にサーキットにおけるグループAとグループNカテゴリーでの活躍が顕著である。Simmons drumsにスポンサードされたスタリオンを駆るアンディ・マクレナンは多くのレースで勝利を収めた。アメリカではスタリオンは耐久レースでの活躍で知名度を得た。2.6 L G54Bターボエンジンはロータスエンジンのチューニングで著名であったDave Vegherの手によりチューンされ、デーヴ・ウォーリンの率いるチーム・三菱のスタリオンは1984年から1987年までの"Longest Day of Nelson Ledges"24時間耐久レースを制した。また、チーム・三菱のスタリオンはその4年間en:Sports Car Club of America (SCCA) の米国選手権で多くの勝利を収めている。なお、当時のアメリカのモータースポーツシーンはクライスラー、アウディ、日産およびマツダのワークスチームが参戦していたが、ウォーリンのチームは三菱のフルワークス体制ではなく、飽くまでもセミワークス体制で勝利を収めていたことが特に高く評価されている。
現代のモータースポーツではすでに現役を退いて久しいが、アメリカでは多くのサーキット走行イベントでプライベーターの手によるスタリオンが走り続けているという。
日本においては全日本ツーリングカー選手権にて、中谷明彦/高橋国光組のドライビングによる活躍が広く知られている。特に1985年のインターTECにおいて、中谷のドライブするスタリオンがボルボ・240ターボ勢に国産勢で唯一互角以上の戦いを見せたエピソードや、翌1986年の富士インターTECにおいてもその年の欧州選手権を制したジャガー・XJSを一時逆転し、名門トム・ウォーキンショー・レーシングを慌てさせたエピソードなどは現在でも当時のJTCを振り返る際の語り草となっている。

### 主なサーキットでのリザルト

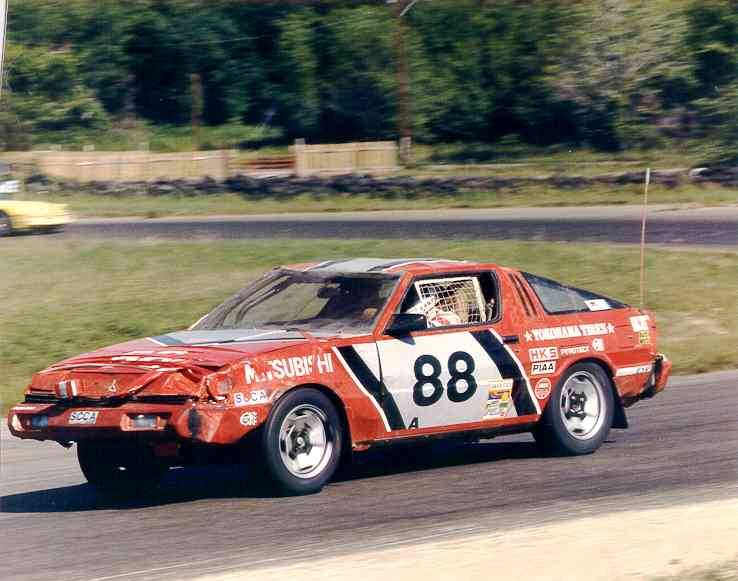
1985年の"Longest Day of Nelson Ledges"24時間耐久レースでのチーム三菱・スタリオン。ロールオーバーの大クラッシュを起こしながらも優勝し一躍その名を轟かせた。

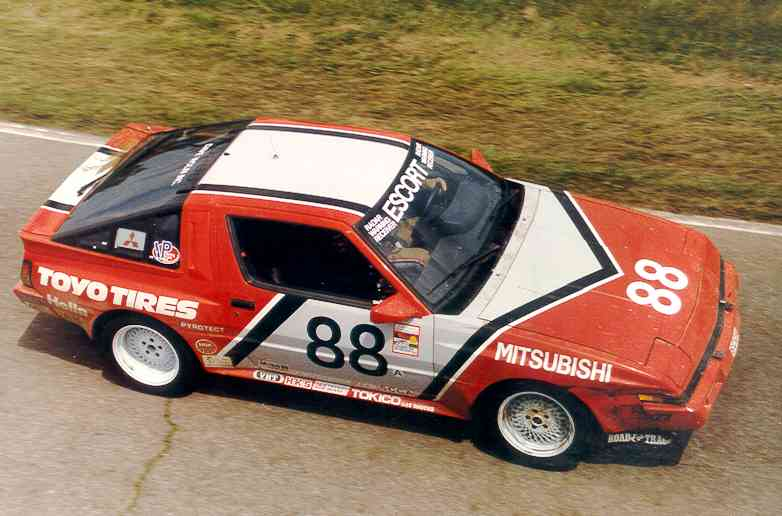
1987年の"Escort Endurance Series"選手権で優勝を納めたチーム三菱のスタリオンESI-R

#### 国際選手権及び北米選手権
- 1984年 - Australian Production Car Champion
- 1984年 - SCCA Nelson Ledges 24 Hour Race 1st
- 1984年 - SCCA Playboy Endurance Championship 1st
- 1984年 - Silverstone Finale 1st
- 1985年 - British Saloon Car Championship 2nd in championship
- 1985年 - Guia Race in Macau Grand Prix 3rd
- 1985年 - Guia Race in Macau Grand Prix 4th
- 1985年 - SCCA Nelson Ledges 24 Hour Race 1st, Despite heavy rollover crash damage.
- 1985年 - SCCA Playboy Endurance Championship 1st
- 1986年 - SCCA Escort Endurance Championship 2nd
- 1986年 - SCCA Nelson Ledges 24 Hour Race 1st
- 1986年 - SCCA Showroom Stock A National Championship 1st
- 1986年 - Dutch National Touring Car Championship 1st
- 1987年 - SCCA Escort Endurance Championship 1st
- 1987年 - SCCA Nelson Ledges 24 Hour Race 1st
- 1988年 - SCCA Showroom Stock A National Championship 1st
- 1990年 - SCCA Showroom Stock A National Championship 1st

#### 日本選手権
三菱自動車工業による紹介ページ

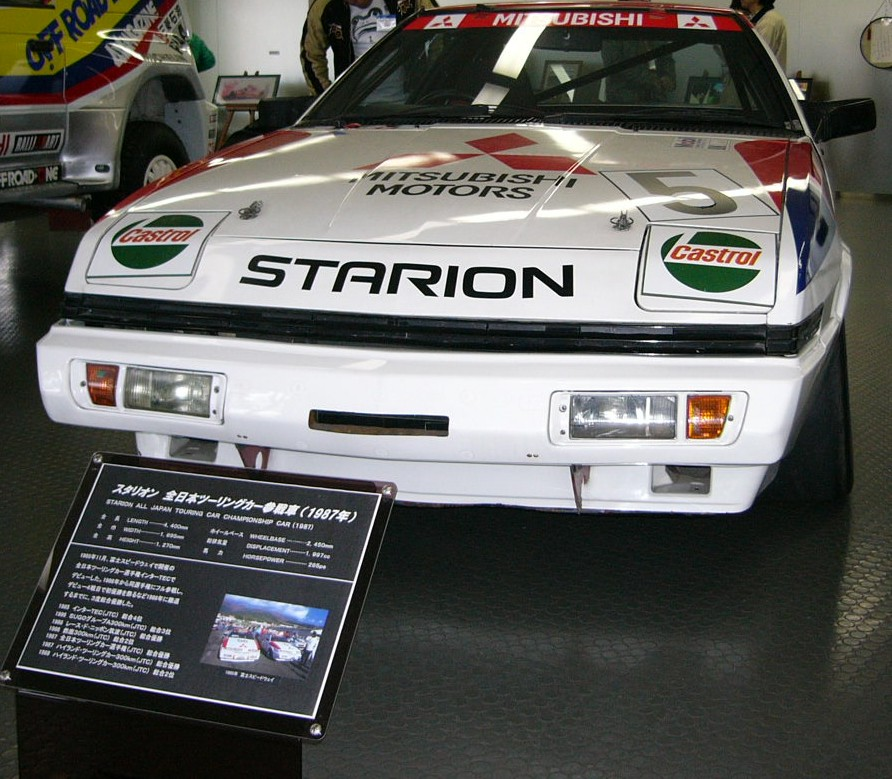
三菱オートギャラリー所蔵の1987年全日本ツーリングカー選手権 (JTC)参戦車両を正面から撮影

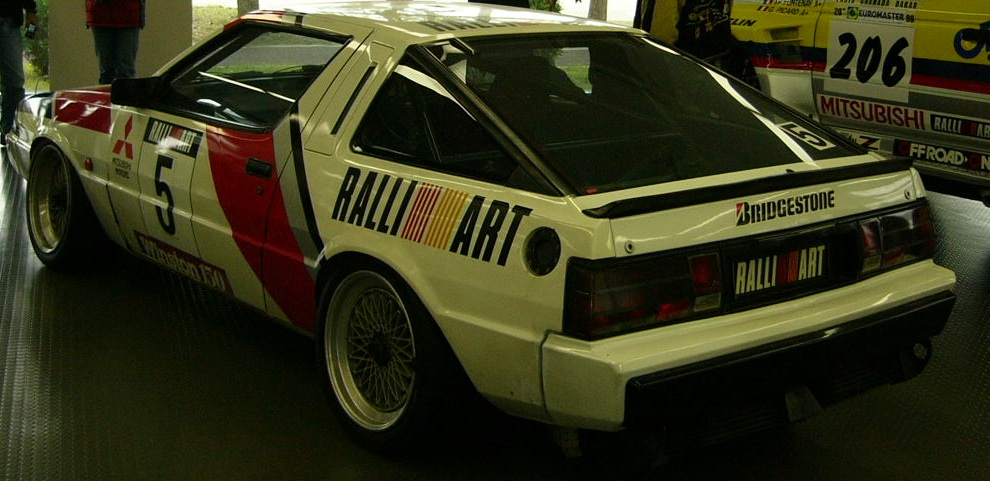
三菱オートギャラリー所蔵の1987年全日本ツーリングカー選手権 (JTC)参戦車両を側面から撮影

- 1985年 - インターTEC (全日本ツーリングカー選手権 (JTC)) 総合4位
- 1986年 - SUGO グループA 300kmレース (JTC) 総合3位
- 1986年 - レース・ド・ニッポンin筑波 (JTC) 総合優勝
- 1986年 - 鈴鹿300kmレース (JTC) 総合2位
- 1986年 - 全日本ツーリングカー選手権 総合2位
- 1987年 - 全日本ツーリングカー選手権 (JTC) 総合優勝
- 1987年 - ハイランド・ツーリングカー300kmレース (JTC) 総合優勝
- 1987年 - 全日本ツーリングカー選手権 シリーズ3位
- 1988年 - ハイランド・ツーリングカー300kmレース (JTC) 総合2位

## スタリオン4WDラリー

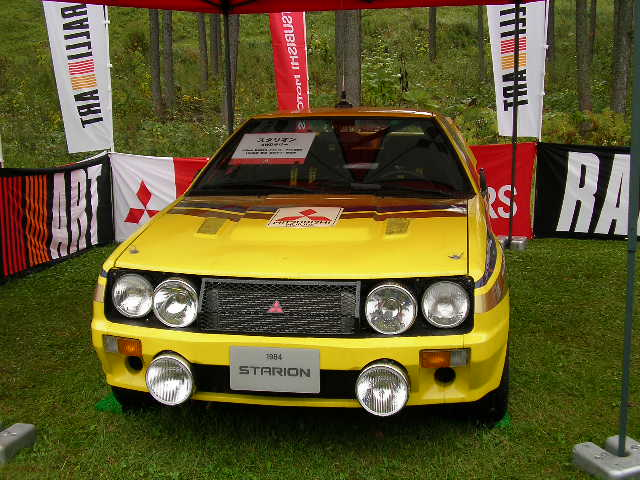
スタリオン4WDラリー

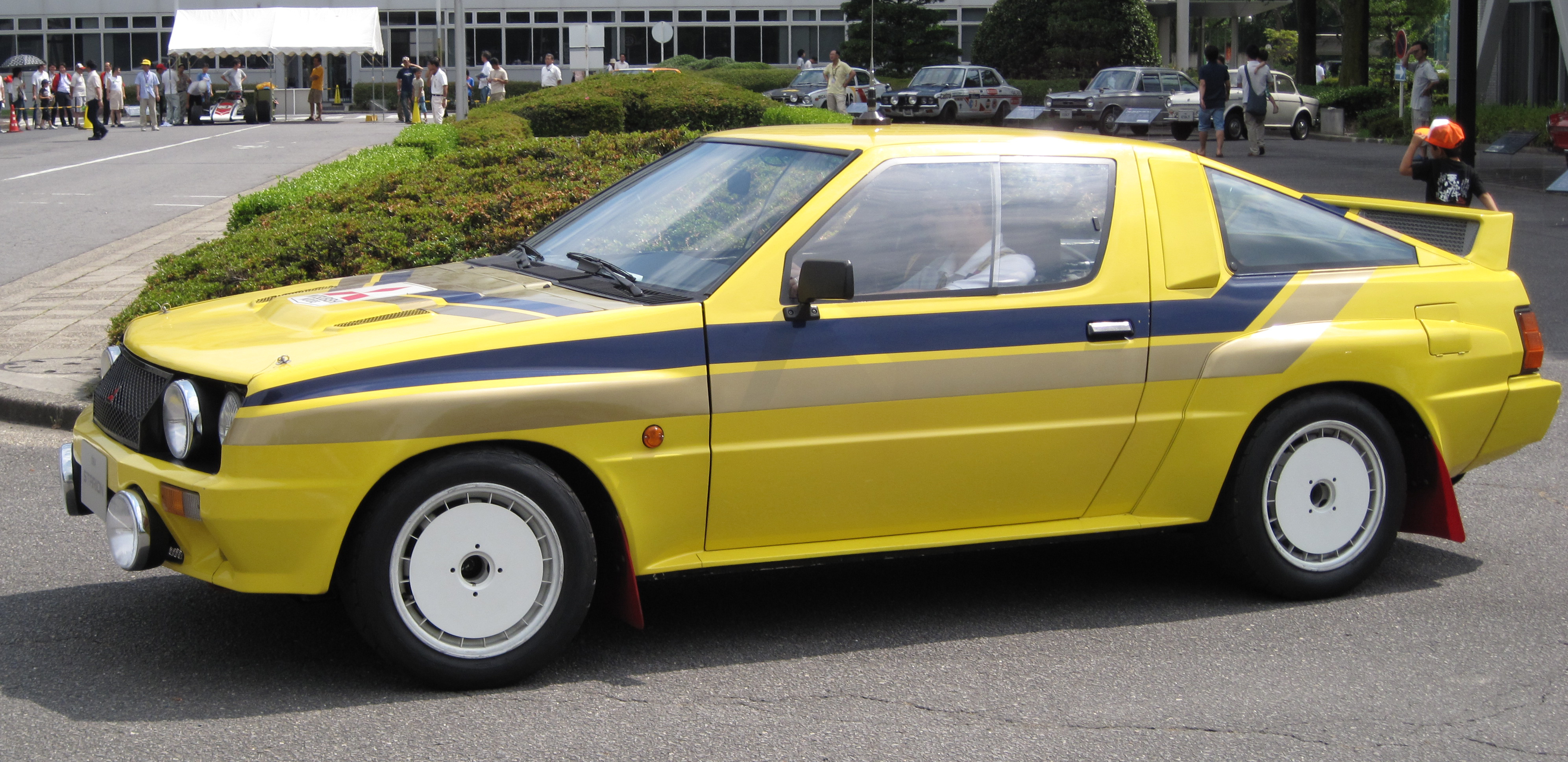
スタリオン4WDラリー

世界ラリー選手権（WRC）がグループB規定車両で競われていた当時、三菱は1984年からのWRC参戦とそれに伴うホモロゲーション用車両の市販を企図し、1983年11月の東京モーターショーに「スタリオン4WDラリー」を出展した。最高出力360 ps、最大トルク32.0 kg-mを発生するSOHC 2,091 cc・インタークーラーターボ付きシリウスDASH3×2エンジンを搭載し、ビスカスカップリング式4WDを介して路面に伝達される。エクステリアではフロントのオーバーハングが切り詰められ、丸型ヘッドランプと大型フォグランプを装着。FRP製のボンネットフードにはエアインテークが設けられる。フロント・リアともにオーバーフェンダーを装着。その他、リアスポイラーに内蔵されたオイルクーラーなどが外観上の特徴である。
実際の開発車両には、ランサーEX2000ターボに搭載されていた2バルブのG63B型エンジンをベースに2,140 ccまで排気量をアップし、さらなるチューニングが施されたG63B'（ダッシュ）が搭載されていた。1983年2月に試作1号車のT1が、同年4月に2号車のT2が完成して精力的なテストが行われ、比較実験で仮想敵とされた当時のWRC最強マシンであるアウディ・クワトロを上回るコーナリングスピードをマークするなど、ポテンシャルの一角を見せた。マシンの開発ドライバーは、のちにグループA規定のランサーでトミ・マキネンの活躍を支えることになるラッセ・ランピが担当した。スタリオン4WDラリーで培われたハイスピード4WDマシンの技術は、後に登場するギャランVR-4やGTO、ランサーエボリューションに活かされている。
1984年に市販車の生産計画は中止となるが、その後も各種ラリーのプロトタイプクラス出場と将来の後継車のための技術開発のため開発は続行され、同年8月のミルピステ・ラリーのホモロゲーションなしでも参戦できるエクスペリメンタルクラスに出場し、クラス優勝を飾った。11月のRACラリーには特別枠のプロトタイプクラスに参戦し、完走した。1985年にはマレーシア・ラリーのプロトタイプクラスに出場するも、結果はリタイアとなった。1986年と1987年には、香港-北京ラリーにイエローの555カラーを纏ったスタリオン4WDラリーが参戦した。1986年は総合2位、1987年は9位と26位。
総生産台数は5台で、現存数は3台（日本に2台、英国に東京モーターショー仕様が1台）。前述のT1/T2に加えS1/S2の4台と、市販車のために揃えられた各種部品は廃棄されたと言われているが、岡崎工場に市販車仕様のレプリカが1台展示されている。また、映画『SS エスエス』にも工場に置いてある車両として登場し、このことから2008年度の東京オートサロンにも展示された。この岡崎工場仕様とは別に、個人によって市販車のスタリオンをベースに4WDラリーの外観を再現している車両も存在する。
近年香港-北京ラリーで走った個体が現存している事が確認されている。

### ラリーでの主要リザルト

#### スタリオン4WDラリー (1984年 – 1986年)
- 1984年 - ミルピステ・ラリー (フランス選手権) クラス優勝 (プロトタイプ)[22][23][24]
- 1985年 - マレーシア・ラリー リタイア[19][24]
- 1986年 - 香港-北京・ラリー 2位[20][17][23]
- 1987年 - カタール・ラリー (Middle East Rally Rally Cote d'Ivoire, World Rally Championship) 4位
- 1987年 - オマーン・ラリー (Middle East Rally Championship) 3位
- 1988年 - スコティッシュ・ラリー (British Rally Championship)
- 1988年 - 英国オープンラリー選手権 1位 (Pentti Airikkala/Terry Harryman)

#### スタリオン ターボ Gr.A (1987年 - 1988年)
Gr.B規定でのスタリオン4WD開発当時から三菱・ランサーEXの後継機としてプライベーターの手で各地のラリーに参加していたGr.Aスタリオンであるが、1986年にGr.B規定が消滅して以降、1987年より三菱はスタリオンGr.A仕様で三菱・ランサーEX以来4年ぶりにワークス参戦を再開。1989年に三菱・ギャランが登場するまで各地のラリーを転戦した。
- 1986年 - 1000湖ラリー (WRC)
- 1987年 - カタール・ラリー (中東選手権) 総合3位[22][23]
- 1987年 - クウェート・ラリー (中東選手権) 総合3位[23]
- 1987年 - コートジボワール・ラリー (WRC) 総合4位[22][23]
- 1987年 - ヒマラヤン・ラリー 総合優勝 (篠塚建次郎[24])[22][23]
- 1987年 - オマーン・ラリー (中東選手権) 総合3位[22][23]
- 1988年 - スコティッシュ・ラリー (英国選手権) 総合4位[22][23]
- 1988年 - ニュージーランド・ラリー (APRC) 総合4位[23]
- 1989年 - Bandama Rallye (WRC) 総合2位

## HKS・スタリオンD404
1984年、HKS関西は米国のラリーやドラッグレースへ参戦する目的で、G54Bをベースに2.3リットルDOHCとしたHKS・134Eの開発に成功。1985年にはこのエンジンを搭載したスタリオンのダートトライアル車両、HKS・スタリオンD404を製造した。グループB正規参戦を断念したスタリオン4WDラリーは製造数が非常に限られており、プライベーターが入手する事は困難であった為、HKSは市場に存在する部品を元に比較的安価に製造可能で、既に市場に流通していた欧州のグループB仕様の4WDマシンに十分対抗可能なものとして独自にスタリオンD404を造り上げた。スタリオンD404はスタリオン4WDラリーと同様に前部オーバーハングを約30 cm切り詰め、ボディパネルの多くは複合材料に変更され、窓ガラスはアクリルに交換された。燃料タンクは30リットルに縮小された結果、車両総重量は920 kgとなった。これはスタリオン4WDラリーの960 kgを上回る軽量化である。ステアリングラックは富士重工製、変速機には三菱・パジェロのトランスファー付きマニュアルトランスミッションが流用され、後軸にLSDを組み込んだパートタイム4WD仕様として製造され、米国のDクラスダートトライアルに参戦した。

## スタリオンGTO
1988年に北米仕様に準じた2.6 Lワイドボディモデルが投入された際、当初グレードネームは1987年の2.0 Lワイドボディモデルに使用されたGSR-VRではなく、ギャランGTO以来の車名復活となるGTOが用いられる予定であり、A187Aの型式認定の際には実際にSTARION GTOのステッカーが貼付された車体が用いられた。しかし販売店側からの反対により、GTOのグレードネームの使用を断念したという経緯があった。このGTOステッカーが貼付された車体のうち一部（最初の10台）はそのまま市販されている。

## 三菱最後のFR車
2022年にAmerican Collectors Insuranceが報じた処によると、後継車のGTOのプラットフォームの決定に当たっては、三菱の意向よりもクライスラーの意見が優先されたとされる。
三菱は前輪駆動プラットフォームのギャランやランサーを国際レースで活動させる一方で、スタリオンの後輪駆動プラットフォームも主に国内GT選手権や北米SCCAで実戦参加を重ねており、これらの場での活躍によりスタリオンの後輪駆動プラットフォームは非常に高いポテンシャルを持つ事が証明されており、三菱自身はグループB仕様の実例から四輪駆動車としての量産モデル展開も十分に可能であると見込んでいた。しかし、北米市場でのパートナーであるクライスラーは、本質的に生産コストが高価な後輪駆動プラットフォームをダイアモンド・スター・モーターズで継続生産する事には否定的であった。
スタリオンはSCCAでの活躍により1985年以降は三菱・スタリオンとしてよりも、販売網がより強固なクライスラー・コンクエストとして販売台数を伸ばしていき、各年のダッジ・プリムスの販売台数も合計すると、クライスラー全体で1987年は三菱の2倍、翌88年に至っては3倍の販売台数を記録しており、これによりクライスラーはコンクエストの次期モデルとして計画していたダッジ・ステルスの開発計画に対して強い発言権を保つに至った。
クライスラー自身、1979年のダッジ・オムニ024以降前輪駆動プラットフォームのクーペで着実な販売実績を重ねてきており、1987年にはダッジ・デイトナが旧来のダッジ・チャージャー(2代目)由来の角目4灯スタイルから、ダッジ・コンクエスト風のリトラクタブルヘッドランプへとフェイスリフトを行い、同年は約3万3千台、1988年は約6万6千台、1989年に至っては約7万台と、コンクエストを遙かに上回る販売実績を記録していた。1980年代を通じてクライスラーはダッジ・オムニ由来のLボディや、そこから派生したKカーの大成功により経営危機を脱した経緯から、後輪駆動を過去の遺物と見なしており、コンクエストは辛うじてトヨタ・セリカスープラへの対抗馬としての役割から販売が継続していたものの、1986年以降は新たなトヨタ・スープラを前に、カタログスペックで大きく遅れを取る事態に直面していた。
そのような背景の中、1989年に三菱は次期フラッグシップモデルたるステルスの生産プランとして、スタリオンの後輪駆動プラットフォームをベースに、四輪駆動モデルと二輪駆動モデルを展開する案をクライスラーに提示したが、クライスラーは後輪駆動ベースの四輪駆動車は平均的なアメリカ国民が購入するには価格が高くなりすぎるとして三菱の提案を却下、同年のスタリオンとコンクエストの販売台数の凋落を尻目に好調な販売を記録していたエクリプス(及びプリムス・レーザーとイーグル・タロン)と同様に、ステルスも前輪駆動プラットフォームを用いたより大型で高性能な車両としての開発を希望した事から、結果的にスタリオンは三菱における最後のFR車となったという。
奇しくもコンクエストと同じ1989年に、クライスラーは事実上パトロールカーやタクシー向けのみに生産を継続していたMボディのプリムス・グランフューリーの販売も終了し、後輪駆動を完全に廃止した。クライスラーのラインナップに後輪駆動が復活するのは、ダイムラー・クライスラー時代の2005年以降採用されたクライスラー・LXプラットフォーム以降となる。